# Liste des districts dans le borough londonien de Bromley
Ceci est une liste des districts du Borough londonien de Bromley.
Les zones de code postal de Bromley sont BR, CR, DA, SE et TN.

Bromley dans le Grand Londres

## District
| District           | Ville postale    | Zone du code postal/District | Coordonnées                 | OS grid ref        |
| ------------------ | ---------------- | ---------------------------- | --------------------------- | ------------------ |
| Anerley            | LONDRES          | SE20                         | 51° 24′ 53″ N, 0° 04′ 01″ O | TQ345695           |
| Aperfield          | WESTERHAM        | TN16                         | 51° 18′ 25″ N, 0° 02′ 41″ E | TQ464823           |
| Beckenham          | BECKENHAM        | BR3                          | 51° 32′ 53″ N, 0° 08′ 31″ E | TQ3769             |
| Bickley            | BROMLEY          | BR1,BR2                      | 51° 24′ 01″ N, 0° 02′ 48″ E | TQ423688           |
| Biggin Hill        | WESTERHAM        | TN16                         | 51° 18′ 46″ N, 0° 02′ 01″ E | TQ418590           |
| Bromley            | BROMLEY          | BR1, BR2                     | 51° 24′ 25″ N, 0° 01′ 16″ E | TQ405695           |
| Bromley Common     | BROMLEY          | BR2 / BR3                    | 51° 23′ 03″ N, 0° 02′ 06″ E | TQ416669           |
| Chelsfield         | ORPINGTON        | BR6                          | 51° 21′ 29″ N, 0° 07′ 40″ E | TQ482642           |
| Chislehurst        | CHISLEHURST      | BR7                          | 51° 31′ 16″ N, 0° 08′ 46″ E | TQ445705           |
| Chislehurst Common | CHISLEHURST      | BR7                          | 51° 24′ 32″ N, 0° 03′ 58″ E | TQ485905           |
| Coney Hall         | WEST WICKHAM     | BR4                          | 51° 22′ 12″ N, 0° 00′ 06″ E | TQ394653           |
| Crofton            | BARKING          | IG11                         | 51° 31′ 44″ N, 0° 06′ 14″ E | TQ460831           |
| Crystal Palace     | LONDRES          | SE19, SE20, SE26             | 51° 25′ 13″ N, 0° 04′ 14″ O | TQ341708           |
| Cudham             | SEVENOAKS        | TN14                         | 51° 19′ 09″ N, 0° 04′ 16″ E | TQ445595           |
| Downe              | ORPINGTON        | BR6                          | 51° 20′ 09″ N, 0° 03′ 13″ E | TQ435615           |
| Downham            | LONDRES, BROMLEY | SE12, BR1                    | 51° 25′ 33″ N, 0° 00′ 21″ E | TQ395715           |
| Eden Park          | BECKENHAM        | BR3                          | 51° 23′ 18″ N, 0° 01′ 27″ O | TQ373675           |
| Elmers End         | BECKENHAM        | BR3                          | 51° 23′ 50″ N, 0° 03′ 09″ O | TQ355685           |
| Elmstead           | CHISLEHURST      | BR7                          | 51° 24′ 56″ N, 0° 03′ 00″ E | TQ425705           |
| Farnborough        | ORPINGTON        | BR6                          | 51° 21′ 33″ N, 0° 04′ 27″ E | TQ445645           |
| Goddington         | ORPINGTON        | BR6                          | 51° 21′ 58″ N, 0° 06′ 43″ E | TQ4700765165       |
| Green Street Green | ORPINGTON        | BR6                          | 51° 21′ 03″ N, 0° 05′ 19″ E | TQ4543463443       |
| Hayes              | BROMLEY          | BR2                          | 51° 22′ 41″ N, 0° 01′ 09″ E | TQ405665           |
| Keston             | KESTON           | BR2                          | 51° 21′ 45″ N, 0° 01′ 38″ E | TQ415645           |
| Leaves Green       | KESTON           | BR2                          | 51° 20′ 07″ N, 0° 01′ 46″ E | TQ414616           |
| Locksbottom        | ORPINGTON        | BR6                          | 51° 22′ 15″ N, 0° 03′ 39″ E | TQ435655           |
| Longlands          | SIDCUP           | DA14, DA15                   | 51° 25′ 49″ N, 0° 05′ 07″ E | TQ449722           |
| Maypole            |                  |                              |                             |                    |
| Mottingham         | LONDRES          | SE9                          | 51° 26′ 01″ N, 0° 02′ 11″ E | TQ415725 (part of) |
| Orpington          | ORPINGTON        | BR5, BR6                     | 51° 22′ 27″ N, 0° 05′ 55″ E | TQ460660           |
| Park Langley       | ORPINGTON        | BR3/BR4                      | 51° 23′ 08″ N, 0° 00′ 31″ O | TQ3854767094       |
| Penge              | LONDRES          | SE20                         | 51° 25′ 01″ N, 0° 03′ 43″ O | TQ345705           |
| Petts Wood         | ORPINGTON        | BR5                          | 51° 23′ 19″ N, 0° 04′ 34″ E | TQ445675           |
| Plaistow           | BROMLEY          | BR14                         | 51° 24′ 48″ N, 0° 00′ 56″ E | TQ4015070243       |
| Pratt's Bottom     | ORPINGTON        | BR6                          | 51° 20′ 23″ N, 0° 06′ 46″ E | TQ471622           |
| Ruxley             | ORPINGTON        | BR5                          | 51° 24′ 47″ N, 0° 08′ 11″ E | TQ485704 (part of) |
| St Mary Cray       | ORPINGTON        | BR5                          | 51° 23′ 31″ N, 0° 06′ 29″ E | TQ466680           |
| St Paul's Cray     | ORPINGTON        | BR5                          | 51° 23′ 59″ N, 0° 06′ 24″ E | TQ466688           |
| Shortlands         | BROMLEY          | BR2                          | 51° 23′ 54″ N, 0° 00′ 14″ E | TQ395685           |
| Southborough       | BROMLEY          | BR2                          | 51° 23′ 24″ N, 0° 02′ 40″ E | TQ423676           |
| Sundridge          | BROMLEY          | BR1                          | 51° 24′ 49″ N, 0° 01′ 20″ E | TQ4060470292       |
| Sydenham           | LONDRES          | SE26                         | 51° 25′ 31″ N, 0° 03′ 16″ O | TQ352714 (part of) |
| West Wickham       | WEST WICKHAM     | BR4                          | 51° 22′ 35″ N, 0° 01′ 09″ O | TQ379660           |

## Référence
- (en) Cet article est partiellement ou en totalité issu de l’article de Wikipédia en anglais intitulé « List of districts in the London Borough of Bromley » (voir la liste des auteurs).